# 林口南站
林口南站位于中华人民共和国黑龙江省牡丹江市林口县南部，距离林口县城8.5km。车站设2台4线，为哈尔滨铁路局管辖的三等站。2019年9月动工，2021年9月完成结构封顶，同年12月6日随牡佳客运专线开通并投入使用。